# Deania profundorum
Deania profundorum е вид хрущялна риба от семейство Centrophoridae. Видът не е застрашен от изчезване.

## Разпространение и местообитание
Разпространен е в Габон, Демократична република Конго, Доминика, Западна Сахара, Испания (Канарски острови), Мавритания, Намибия, Нигерия, Португалия (Азорски острови), САЩ (Мисисипи и Северна Каролина), Сенегал, Филипини и Южна Африка (Западен Кейп, Квазулу-Натал, Северен Кейп и Северозападна провинция).
Обитава крайбрежията на океани, морета и заливи. Среща се на дълбочина от 205 до 1785 m, при температура на водата от 5 до 9,7 °C и соленост 34,4 – 35,1 ‰.

## Описание
На дължина достигат до 79 cm.